# NGC 1369
NGC 1369 é uma galáxia localizada na direcção da constelação de Eridanus. Possui uma declinação de -36° 15' 20" e uma ascensão recta de 3 horas, 36 minutos e 45,2 segundos.